# Блјоутсдалурска сага
Блјоутсдалурска сага, позната и као Сага о људима из речне долине (исл. Fljótsdæla saga) једна је од средњовековних исландских сага из циклуса Сага о Исланђанима. Тачан датум њеног настанка није познат, али се верује да је настала почетком XV века и да је једна од најмлађих сага у циклусу. Сматра се наставком Саге о Храбнкелу, а у њој се помињу и браћа Хелгји и Гримр из Саге о Дроплаугиним синовима. 
Радња саге се одвија у области познатој као Блјоутсдалур (исл. Fljótsdalur) на истоку Исланда, у периоду пре 1000. године. Оригинално дело је сачувано на неколико рукописа са почетка 1600—их година. Сама сага има карактер наменски писаног текста са елементима фантастике, и изузев у фолклорном смислу, не сматра се релевантним историјским извором. 